# Nagytálya
Nagytálya est un village et une commune du comitat de Heves en Hongrie.

## Personnalités
- Cirill Hortobágyi (né en 1959), bénédictin, archi-abbé de Pannonhalma